# Песни о любви и родине
«Песни о любви и родине» — четвёртый студийный альбом Петра Налича, выпущенный в апреле 2013 года. Так же, как и предыдущие его альбомы, он доступен для свободного скачивания в сети на официальном сайте.
Этот альбом стал первым сольным, выпущенным не от имени Музыкального коллектива Петра Налича, а только от его собственного имени. Стиль композиций альбом заметно отличается от предыдущих альбомов и больше направлен в сторону академичности.
Презентация альбома состоялась 17 мая 2013 года в рамках фестиваля искусств «Черешневый лес», проводимого компанией Bosco di Ciliegi. На этом концерте также были исполнены песни, не вошедшие в этот альбом, и песни с предыдущего альбома «Золотая рыбка».
На песни «Marina», «Когда-нибудь», «Terra Paterna» и «Ты встретил нас» были сняты видеоклипы, также доступные на официальном сайте и в сервисе Vimeo.

## Критика
Рецензент портала InterMedia Алексей Мажаев отозвался об альбоме в целом в негативном ключе. Он предположил, что смена стиля придётся по вкусу далеко не всем поклонникам творчества Налича. Мажаев сказал, что «помпезность за явным преимуществом выигрывает у изящества, и есть основания предполагать, что последующие эксперименты в этом направлении музыкант будет производить без участия зрителей». Однако он поставил альбому оценку 4 из 5.
Альбом «Песни о любви и родине» и его презентация не были обойдены вниманием музыкального обозревателя газеты «КоммерсантЪ» Бориса Барабанова. По его мнению, Пётр Налич вполне успешно дебютировал с оперной программой в жанре classical crossover.

## Список композиций
| №                   | Название             | Текст песни                    | Музыка                     | Солисты                                   | Длительность |
| ------------------- | -------------------- | ------------------------------ | -------------------------- | ----------------------------------------- | ------------ |
| 1.                  | «Terra Paterna»      | Пётр Налич, Gianluigi Maiorino | Пётр Налич                 | Пётр Налич, Любовь Ситник, Юрий Костенко  | 4:45         |
| 2.                  | «Казак»              | Пётр Налич                     | Пётр Налич                 | Пётр Налич, Любовь Ситник, Олеся Демакова | 3:06         |
| 3.                  | «Степь»              | Пётр Налич                     | Пётр Налич                 | Пётр Налич, Любовь Ситник                 | 3:27         |
| 4.                  | «Marina»             | Пётр Налич, Gianluigi Maiorino | Пётр Налич                 | Пётр Налич                                | 3:20         |
| 5.                  | «Ты ищи меня во сне» | Пётр Налич, Сергей Соколов     | Пётр Налич, Сергей Соколов | Пётр Налич, Ваагн Багдасарян              | 2:20         |
| 6.                  | «Barcarolla»         | Пётр Налич, Стас Михайлов      | Пётр Налич                 | Пётр Налич                                | 2:11         |
| 7.                  | «Когда-нибудь»       | Пётр Налич                     | Пётр Налич                 | Пётр Налич                                | 1:49         |
| 8.                  | «Ты встретил нас»    | Пётр Налич                     | Пётр Налич                 | Пётр Налич                                | 1:49         |
| 9.                  | «Fellows»            | Пётр Налич, Стас Михайлов      | Пётр Налич                 | Пётр Налич                                | 2:20         |
| 10.                 | «Старый моряк»       | Пётр Налич                     | Пётр Налич                 | Пётр Налич                                | 1:44         |
| 11.                 | «Радость»            | Пётр Налич                     | Пётр Налич                 | Пётр Налич                                | 2:16         |
| 12.                 | «Princess»           | Пётр Налич                     | Пётр Налич                 | Пётр Налич                                | 2:50         |
| Общая длительность: | Общая длительность:  | Общая длительность:            | Общая длительность:        | Общая длительность:                       | 31:57        |

## Участники записи
- Пётр Налич — вокал, фортепиано, аккордеон, гитара
- Юрий Костенко — саксофон, флейта, треугольник
- Сергей Соколов — домра, гитара, вокал
- Константин Швецов — гитара
- Оскар Чунтонов — клавишные
- Дмитрий Симонов — бас-гитара
- Игорь Джавад-Заде — барабаны
- Сергей Гаврилов — оркестровка
- Игорь Разумовский — дирижёр
- Александр Плисковский, Виктория Королёва — флейты
- Тигран Алумян — кларнет
- Денис Освер — гобой
- Мурат Мухитдинов — труба, флюгельгорн
- Нина Гвамичава — арфа
- Феруза Мухитдинова — фортепиано
- Константин Швецов, Сергей Соколов — сопродюсеры
- Анатолий Рясов, Геннадий Папин — звукорежиссёры
- Юрий Костенко, Анатолий Рясов — мастеринг